# Prachtglansspreeuw
De prachtglansspreeuw (Lamprotornis splendidus) is een vogelsoort uit de familie Sturnidae.

## Kenmerken
Deze prachtige vogel heeft een blauwgroen iriserend verenkleed met een paarse keel en borst. De lichaamslengte bedraagt 27 cm.

## Leefwijze
Deze schuwe vogel is op veel plaatsen door grootschalige ontbossing in aantal achteruitgegaan. Buiten het broedseizoen leeft hij in groepsverband. Hun voedsel bestaat uit insecten en diverse soorten fruit. Ze woelen ook vaak met geopende snavel door grassen en mossen. Hebben ze een prooi gevonden, dan klapt de snavel instinctief dicht.

## Voortplanting
Deze vogel zoekt gewoonlijk een geschikte holte in een boom, maar er zijn ook nesten gezien in de bodembegroeiing. Het legsel bestaat meestal uit 3 tot 4 witte eieren, die 12 dagen worden bebroed. De jongen worden door beide ouders gevoerd, zodat de jongen snel groeien en na 16 of 17 dagen het nest verlaten. Hun vliegvermogen is dan nog niet ontwikkeld. Ze worden dan nog
3 weken gevoerd en in de gaten gehouden.

## Verspreiding en leefgebied
Deze soort komt voor in bosachtige streken in Sub-Saharisch Afrika, in het noordwesten van Tanzania. Ze leven in open gebieden met ruige vegetatie.

## Ondersoorten
De soort telt vier ondersoorten:
- L. s. chrysonotis: van Senegal en Gambia tot Togo.
- L. s. splendidus: van Nigeria en zuidelijk Kameroen tot Ethiopië, westelijk Kenia, noordwestelijk Tanzania en noordelijk Angola.
- L. s. lessoni: het eiland Bioko.
- L. s. bailundensis: zuidelijk Angola, zuidoostelijk Congo-Kinshasa en noordelijk Zambia.